# Tarphius azoricus
Tarphius azoricus is een keversoort uit de familie somberkevers (Zopheridae). De wetenschappelijke naam van de soort werd in 1986 gepubliceerd door Gillerfors.